# Brian Aldiss
Brian Wilson Aldiss, född 18 augusti 1925 i East Dereham, Norfolk, död 19 augusti 2017 i Oxford, var en brittisk litteraturvetare och författare, särskilt aktiv inom science fiction.
Han belönades med Nebulapriset 1965 för kortromanen The Saliva Tree.